# Mów mi swatka
Mów mi swatka (ang. Miss Match) – amerykański serial telewizyjny. W Polsce emitowany na kanale Fox Life. W rolach głównych m.in. Alicia Silverstone.

## Spis odcinków
| N/o | Polski tytuł              | Angielski tytuł         |
| --- | ------------------------- | ----------------------- |
| 1   | Ukryty talent             | Pilot                   |
| 2   | Kto jest twoim tatusiem   | Who's Your Daddy ?      |
| 3   | Wejść do gry              | Something Nervy         |
| 4   | Randka w ciemno           | Kate In Ex-Tasy         |
| 5   | Nagła zmiana ról          | I Got You Babe          |
| 6   | Nałóg miłości             | Addicted To Love        |
| 7   | Święto Dziękczynienia     | Jive Turkey             |
| 8   | Podstępny kochanek        | The Love Bandit         |
| 9   | Zły osąd                  | Bad Judgment            |
| 10  | Adopcja                   | Santa, Baby             |
| 11  | Pary w opałach            | Who's Sari Now ?        |
| 12  | Cena miłości              | All In The Family       |
| 13  | Błyskawiczny rozwód       | Miss Communication      |
| 14  | Czar dojrzałego mężczyzny | The Price Of Love       |
| 15  | Błyskawiczny rozwód       | Divorce Happens         |
| 16  | Amnezja                   | Forgive And Forget      |
| 17  | Beznadziejni romantycy    | Most Hopeless Romantics |
| 18  | Trudny wybór              | Matchmaker, Matchmaker  |